# Capparis arrabidae
Capparis arrabidae là một loài thực vật có hoa trong họ Capparaceae. Loài này được Steud. mô tả khoa học đầu tiên năm 1840.